# Hete hangijzers in het Nederlands
Over een aantal kwesties van Nederlands taalgebruik bestaat onder hen die de taal bezigen, veel discussie. Zulke hete hangijzers in het Nederlands worden hieronder besproken. Het gaat daarbij niet om gevallen die allerwegen als "fout" worden aangemerkt, maar om gevallen die dus discussie of debat opleveren. Er vallen enkele verschillende situaties te onderscheiden, bijvoorbeeld:
- Een vorm van taalgebruik die omstreden is of die wordt bestreden, is in werkelijkheid een aanvaardbaar alternatief voor de juist geachte vorm. In dit geval is er dus geen sprake van een fout.
- Een vorm van taalgebruik die is omstreden of die wordt bestreden, laat in werkelijkheid een licht betekenisverschil zien met de juist geachte vorm. In dit geval kan er sprake zijn van een situationele fout: de vorm kan in de verkeerde situatie worden gebruikt.

Aan discussies over "taalgebruik", over "goed" en "fout" liggen vaak verschillen van inzicht ten grondslag. Opvattingen over taal en taalgebruik lopen zeer uiteen. De belangrijkste benaderingen zijn de descriptieve en de normatieve (Normatieve grammatica).
In de maatschappij bestaat er een roep om taalvoorschriften, om adviezen over de vraag wat als "standaardtaal" (of als "beschaafde taal") moet worden aangemerkt. In de praktijk leiden deze voorschriften tot een breed geaccepteerd compromis, dat ook als consensus dienst kan doen. Sommige taalvormen worden als fout ervaren. Andere taalvormen zijn alternatief inzetbaar of zijn bruikbaar afhankelijk van de situatie; over zulke "Hete hangijzers" gaat dit artikel.
Deze hete hangijzers moeten worden onderscheiden van discussiepunten. Soms wordt er onder taalopvoeders gediscussieerd over wat men wel of niet "hoort" te zeggen. Dan gaat het niet langer om een heet hangijzer, aangezien er niet langer sprake is van welgevormd of niet-welgevormd Nederlands, maar van voorschriften of opinies.

## Enkel- of meervoud na collectief woord

### Betekenisverschil
Een aantal mensen heeft/hebben de zieke bezocht.
Hier wordt weleens beweerd dat alleen "heeft" is toegestaan, omdat "aantal" het onderwerp zou zijn. Dit is een te simpele voorstelling van zaken. Als "aantal" collectief wordt gebruikt (de bezoekers kwamen als groep), dan is inderdaad het enkelvoud juist: "heeft". Indien er echter sprake is van distributief gebruik (de bezoekers kwamen na elkaar, wisselden elkaar af of iets dergelijks), dan fungeert "mensen" als onderwerp en is het meervoud correct: "hebben". Hier is dus niet zozeer sprake van een fout als van een betekenisverschil.
Datzelfde betekenisverschil kan zich voordoen in woordcombinaties met woorden als groep, slag, procent.

### Geen keuze
Het aantal inwoners is de laatste jaren alleen maar afgenomen.
Er zijn echter ook gevallen waarin slechts een van de zelfstandige naamwoorden als onderwerp kan worden gezien. Dit kan, zoals in het bovengegeven voorbeeld, worden veroorzaakt door een bepaald lidwoord (Het).

### Betrekkelijk voornaamwoord die of dat?
Ook de volgende zinsconstructies met "aantal" leveren discussie op.
Het aantal studenten die in de stad op een eigen kamer wonen, neemt de laatste tijd af.
Het zijn de studenten die op een kamer wonen en hun aantal dat afneemt.
Ook hoort men vaak de vorm:
Het aantal studenten dat in de stad op een eigen kamer woont, neemt de laatste tijd af.
Vergelijk ook:
Het aantal studenten die roken, neemt de laatste tijd af.
met
Het aantal studenten dat rookt, neemt de laatste tijd af.
Of:
Het aantal namen die met een q beginnen, is maar klein.
met
Het aantal namen dat met een q begint, is maar klein.
Wezenlijk anders is de volgende zin:
Een aantal van de mensen die hier wonen, krijgt een bewonersbrief.
Ook is toegestaan:
Een aantal van de mensen die hier wonen, krijgen een bewonersbrief.
Foutief is in dit geval:
Een aantal van de mensen dat hier woont, krijgt een bewonersbrief.
Je kunt dit verklaren door in de beide laatste zinnen de woordgroep Een aantal van te vervangen door Sommige. De (juiste) voorbeeldzin wordt dan:
Sommige mensen die hier wonen, krijgen een bewonersbrief.
Nu wordt meteen duidelijk dat de tweede zin niet goed is:
Sommige mensen dat hier woont, krijgt een bewonersbrief.
Zo ook:
Voor de soos stond een aantal studenten die wat gedronken hadden, luidkeels te zingen.
Foutief is in dit geval:
Voor de soos stond een aantal studenten dat wat gedronken had, luidkeels te zingen.

## U: tweede of derde persoon?
U hebt / U heeft mijn bedoelingen uitstekend verwoord.
Het persoonlijk voornaamwoord u wordt in de tegenwoordige tijd soms met een tweede persoon van het werkwoord gebruikt (u hebt, u bent), soms met een derde persoon (u heeft, u is).

#### Regelmatige tegenwoordige tijd
Verreweg de meeste persoonsvormen hebben in de tweede (met gij) en derde persoon (met hij, zij, het) dezelfde vorm, stam + -t.  Bij die werkwoorden doet de keuze zich dus niet voor, er is geen verschil, zie de laatste kolom van de tabel hieronder.

#### Onregelmatige tegenwoordige tijd
Maar bij een beperkt aantal werkwoorden is er wel verschil tussen tweede en derde persoon:
| persoon                 | hebben | kunnen    | willen    | zullen    | zijn        | roepen |
| ----------------------- | ------ | --------- | --------- | --------- | ----------- | ------ |
| 1ik                     | heb    | kan       | wil       | zal       | ben         | roep   |
| 2gij / u                | hebt   | kunt      | wilt      | zult      | zijt / bent | roept  |
| 3hij / u                | heeft  | kan       | wil       | zal       | is          | roept  |
| 2jij                    | hebt   | kunt, kan | wilt, wil | zult, zal | bent        | roept  |
| 2jij na de persoonsvorm | heb    | kun, kan  | wil       | zul, zal  | ben         | roep   |
en in deze gevallen doet zich wel de keuze voor: tweede of derde persoon gebruiken? Beide zijn correct, maar er is een verschil in connotatie (gevoelswaarde). De tweede persoon wordt wel als directer ervaren, de derde als afstandelijker.

#### Wederkerend voornaamwoord
Wel is het van belang consequent te zijn bij het gebruik van het wederkerend voornaamwoord. Dat is in de volgende voorbeelden vet gezet. Correct zijn:
- U hebt u vergist. (vergelijk: jij hebt je vergist)
- U heeft zich vergist. (vergelijk: hij heeft zich vergist)

### Vragende vorm

#### Onregelmatige tegenwoordige tijd
Ook in de vragende vorm is er een keuze mogelijk tussen de vormen van tweede persoon (hebt u?) en derde persoon (heeft u?). Ook hier weer is de keuze alleen mogelijk bij hetzelfde kleine aantal werkwoorden.

#### Regelmatige tegenwoordige tijd
Bij alle andere werkwoorden is er geen keuze toegestaan, maar gedraagt de u-vorm zich in vraagzinnen als een derde persoon:
| pers.    | mededelend | vragend             |
| 1ik      | ik roep    | roep ik?            |
| 2jij     | jij roept  | roep jij?           |
| 3hij / u | hij roept  | roept hij? roept u? |
Bij deze grote meerderheid van werkwoorden is er maar één mogelijke vraagvorm: de -t kan niet wegvallen.

## Voltooide tijd:hebofben?
Ik ben / Ik heb mijn horloge verloren.
Enkele werkwoorden kunnen in de voltooide tijd zowel het hulpwerkwoord hebben als het hulpwerkwoord zijn krijgen. Soms is er een duidelijk verschil in betekenis; soms is dat verschil gering, of is er zelfs helemaal geen verschil. Verschillende taalgebruikers bedienen zich dan van uiteenlopende vormen.
| werkwoord | hebben of zijn | toelichting |
| optreden  | In mijn hele carrière als cabaretier heb ik hier nog nooit opgetreden! Sorry, maar je bent wat te hard tegen hem opgetreden.                                                | hebben: een voorstelling geven zijn: maatregelen nemen                                                                                    |
| opvolgen  | Waarom heb je mijn instructie niet opgevolgd? Wie heeft / is Wilhelmina ook alweer opgevolgd?                                                                               | hebben: gevolg geven aan hebben / zijn: komen na                                                                                          |
| vergeten  | Hoe laat is het? Ik heb / ben mijn horloge weer eens vergeten. Nou ben ik toch nog het goede antwoord vergeten; ik had er nog wel zo op geblokt.                            | hebben / zijn: nalaten, er niet aan denken zijn: zich niet herinneren                                                                     |
| verliezen | Hoe laat is het? Ik heb / ben mijn horloge weer eens verloren. Ik heb bij die weddenschap al mijn geld verloren.                                                            | hebben /zijn: kwijtraken (hebben is iets actiever) hebben: door eigen handeling kwijtraken                                                |
| volgen    | De AIVD heeft hem maandenlang gevolgd. Alles wat je zegt, heb ik gevolgd; maar het lijkt me onzin. Ik ben hem tot het kruispunt gevolgd, maar toen wilde hij alleen verder. | hebben: iemands gangen nagaan hebben: mentaal opnemen (nieuws, een voorbeeld) zijn: meegaan, achternagaan                                 |
| lopen     | Ik heb een uur gelopen. Ik ben naar huis gelopen. | hebben: de nadruk ligt op de handeling, vgl.: Ik heb een uur gewerkt zijn: de nadruk ligt op het resultaat, vgl.: Ik ben naar huis gegaan |
| gaan      | Matthieu! De telefoon / De bel heeft / is gegaan! | hebben / zijn: alleen in de betekenis "weerklinken"                                                                                       |